# Knotenwespen
Die Knotenwespen (Cerceris) sind eine Gattung der Grabwespen (Spheciformes) aus der Familie Crabronidae. Die Gattung ist weltweit verbreitet und umfasst etwa 850 Arten. In der Paläarktis sind über 200 Arten vertreten, in Europa kommen (Stand 2010) 50 Arten vor.

## Merkmale
Die Cerceris-Arten sind mittelgroß bis groß und haben charakteristisch eingeschnürte Hinterleibssegmente und ein kurzes, knotiges erstes Hinterleibssegment. Meistens haben die Grabwespen eine deutliche gelbe oder weißliche Bänderung. Die Körperoberfläche ist unterschiedlich stark, aber merklich punktförmig strukturiert. Im Vorderflügel ist die zweite Submarginalzelle gestielt. Die Männchen haben ein gelbes Gesicht und eine ebenso gefärbte Stirnplatte (Clypeus), diese Bereiche sind bei den Weibchen gelb gezeichnet. Sowohl die Männchen als auch die Weibchen haben ein stark ausgebildetes Pygidialfeld am letzten Hinterleibssegment.

## Lebensweise und Vorkommen
Die wärmeliebenden Tiere besiedeln vor allem die warmen und heißen Zonen der Erde, nur wenige Arten finden sich auch im kühleren Norden. Die Weibchen legen ihre Nester in lockerem Sand oder in festem Boden an. Häufig kann man sie in großen Gruppen an Wegrändern oder sonnenbeschienenen Böschungen finden. Durch das vergrößerte Pygidialfeld können die Weibchen den Nestaushub besser ins Freie befördern. Hauptsächlich wird der Sand aber zwischen Kopf und Thorax rückwärtsziehend befördert. Der Aushub wird zu einem Hügel um den trichterförmigen Nesteingang aufgeschüttet. Diese Hügel können aber je nach Cerceris-Art und Neigung des Geländes auch nur schwach zu erkennen sein, oder gänzlich fehlen. Wird das Nest verlassen, kreist das Weibchen wie bei der Gattung Philanthus zur Orientierung mehrere Male in größer werdenden Abständen um das Nest. Die Beute wird direkt im Flug in das Nest eingebracht. Bei den mitteleuropäischen Arten handelt es sich dabei je nach Cerceris-Art um Käfer oder kleinere Bienenarten.
Parasitoide der Gattung sind verschiedene Fliegen und Goldwespen, insbesondere der Gattung Hedychrum.

## Arten (Europa)
- Cerceris abdominalis (Fabricius, 1804)
- Cerceris albicolor Shestakov, 1918
- Cerceris albofasciata (Rossi, 1790)
- Cerceris amathusia Beaumont, 1958
- Cerceris angustirostris Shestakov, 1918
- Cerceris arenaria (Linnaeus, 1758)
- Cerceris bellona Mercet, 1914
- Cerceris bicincta Klug, 1835
- Cerceris boetica (Pérez, 1913)
- Cerceris bracteata Eversmann, 1849
- Cerceris bucculata A. Costa, 1860
- Cerceris bupresticida Dufour, 1841
- Cerceris cheskesiana Giner Marí, 1945
- Cerceris circularis (Fabricius, 1804)
- Cerceris concinna Brullé, 1839
- Cerceris dispar Dahlbom, 1845
- Cerceris dorsalis Eversmann, 1849
- Cerceris dusmeti Giner Marí, 1941
- Cerceris elegans Eversmann, 1849
- Cerceris eryngii Marquet, 1875
- Cerceris euryanthe Kohl, 1888
- Cerceris eversmanni Schulz, 1912
- Cerceris fimbriata (Rossi, 1790)
- Cerceris flavicornis Brullé, 1833
- Cerceris flavilabris (Fabricius, 1793)
- Cerceris flaviventris Vander Linden, 1829
- Cerceris fodiens Eversmann, 1849
- Cerceris hortivaga Kohl, 1880
- Cerceris ibericella Leclercq, 1979
- Cerceris impercepta Beaumont, 1950
- Cerceris interrupta (Panzer, 1799)
- Cerceris lunata A. Costa, 1869
- Cerceris maculicrus Beaumont, 1967
- Cerceris media Klug, 1835
- Cerceris odontophora Schletterer, 1887
- Cerceris quadricincta (Panzer, 1799)
- Cerceris quadrifasciata (Panzer, 1799)
- Cerceris quinquefasciata (Rossi, 1792)
- Cerceris rossica Shestakov, 1914
- Cerceris rubida (Jurine, 1807)
- Cerceris ruficornis (Fabricius, 1793)
- Cerceris rutila Spinola, 1839
- Cerceris rybyensis (Linnaeus, 1771)
- Cerceris sabulosa (Panzer, 1799)
- Cerceris somotorensis Balthasar, 1956
- Cerceris specularis A. Costa, 1869
- Cerceris spinipectus F. Smith, 1856
- Cerceris stratiotes Schletterer, 1887
- Cerceris tenuivittata Dufour, 1849
- Cerceris tuberculata (Villers, 1787)

## Bilder

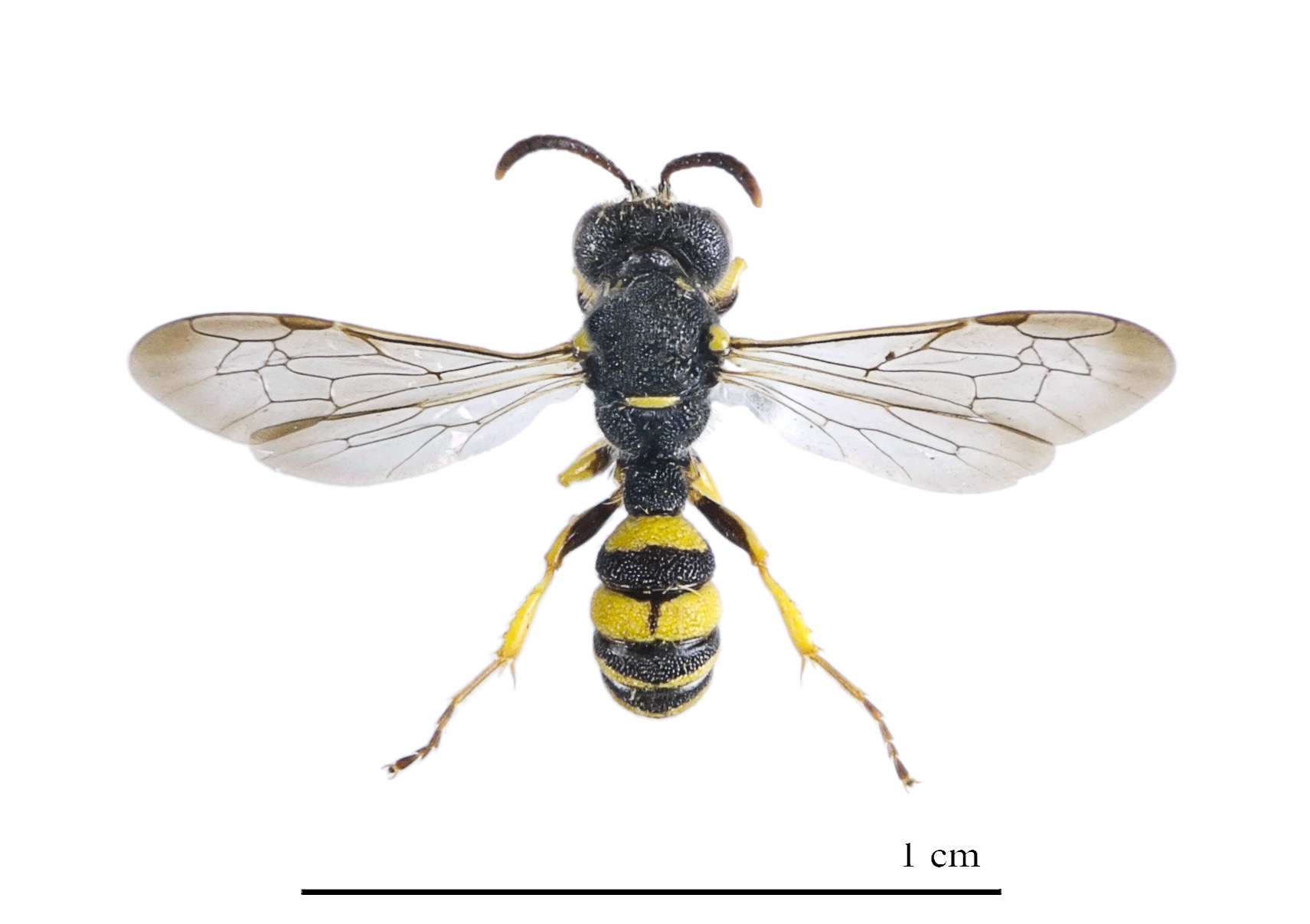
Cerceris sabulosa

## Belege